# Wroclavia
Wroclavia – centrum handlowo-rozrywkowo-biurowe, zlokalizowane we Wrocławiu  na osiedlu Huby przy ul. Suchej 1, na dawnych Polach Stawowych w bezpośrednim sąsiedztwie stacji kolejowej Wrocław Główny, zintegrowane ze znajdującym się na poziomie -2 galerii, głównym dworcem autobusowym. 
Centrum otwarte w 2017 r.

## Opis
Na terenie obiektu znajduje się ok. 200 sklepów, restauracji, kawiarni, punktów usługowych, a także kino Cinema City z 20 salami (w tym sala IMAX, 4DX i 3 sale VIP), całodobowy klub fitness, sala zabaw dla dzieci itp.
Właścicielem centrum jest spółka Unibail-Rodamco-Westfield.

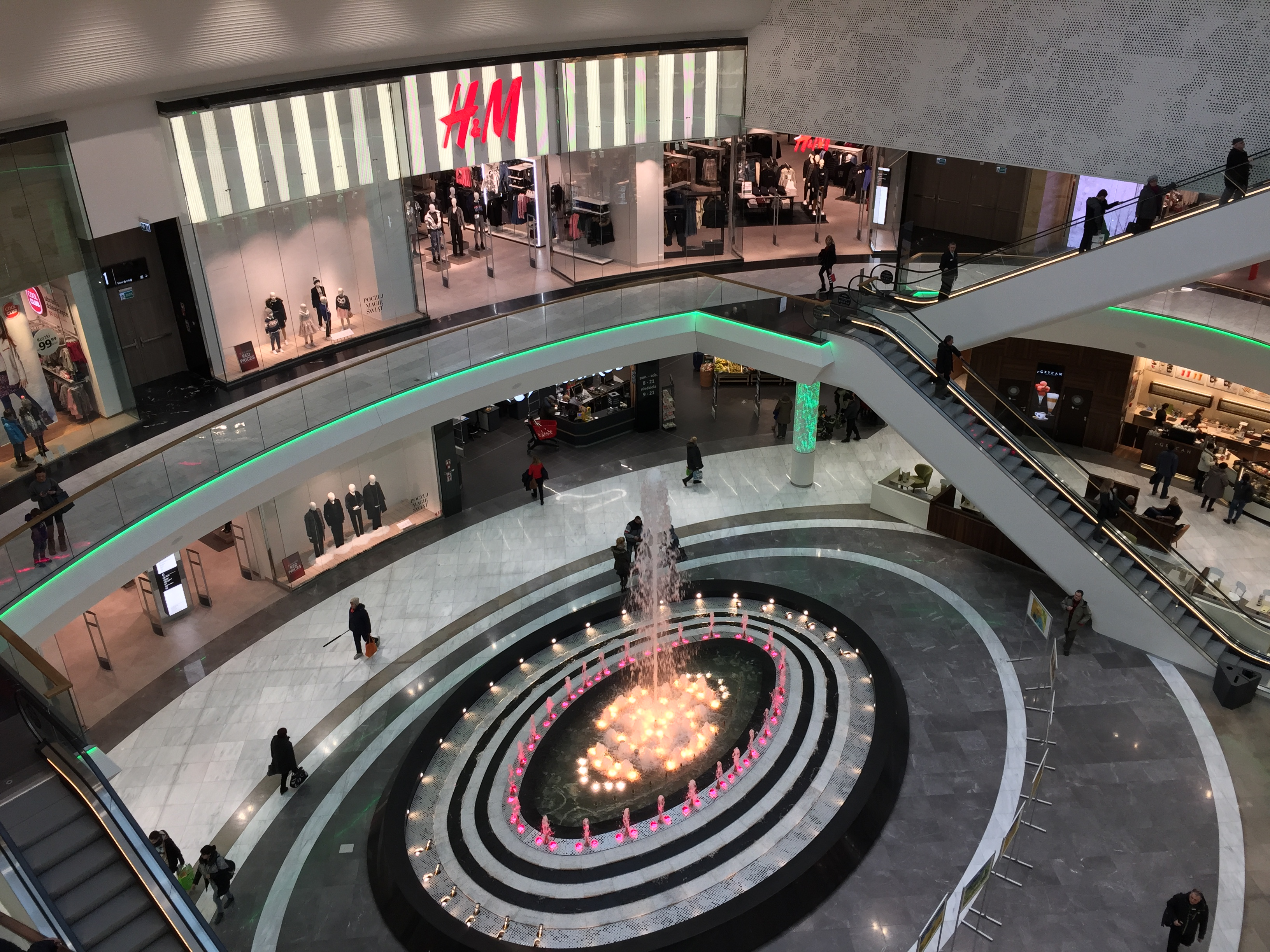
Fontanna we Wroclavii
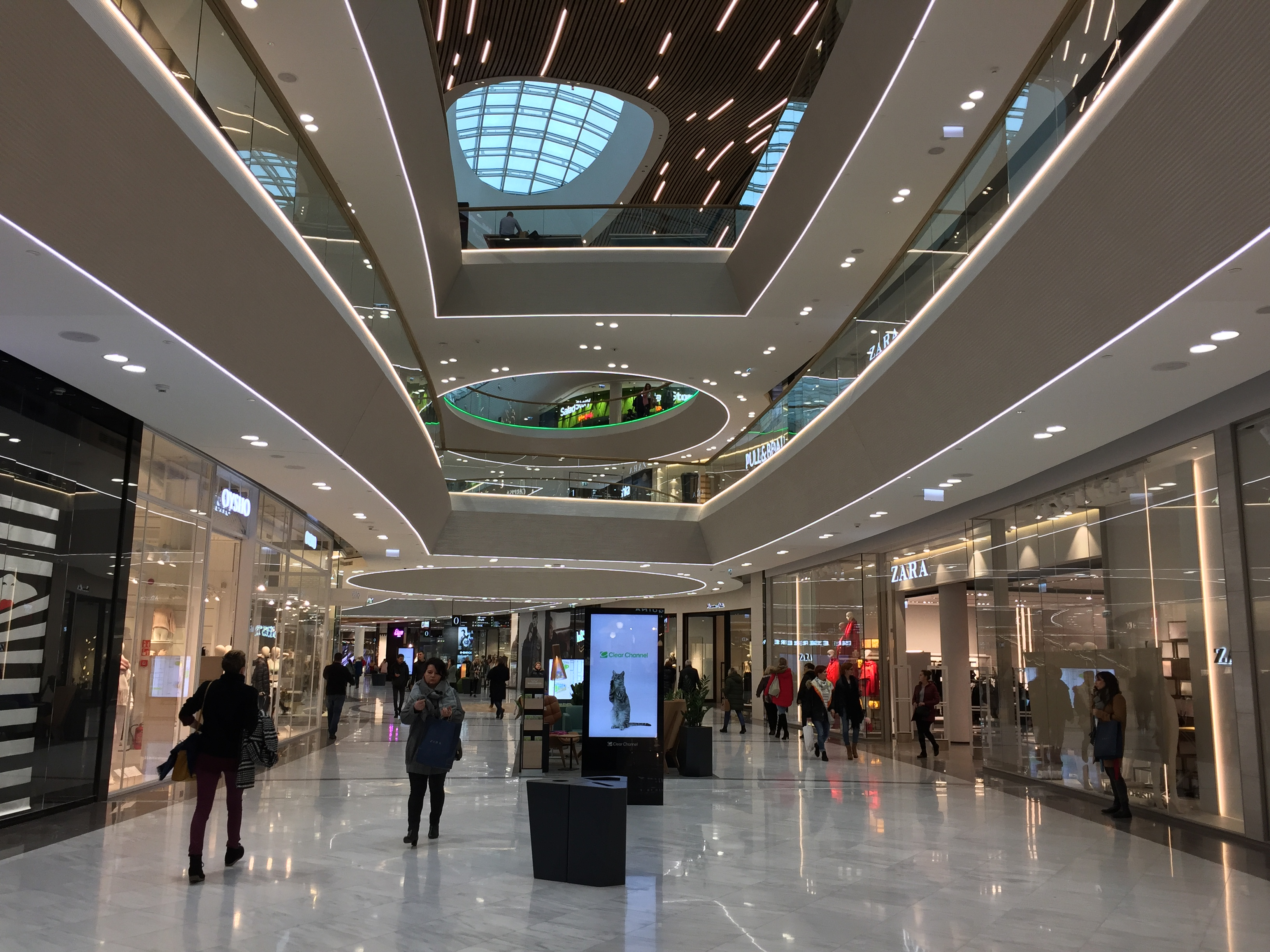
Wroclavia
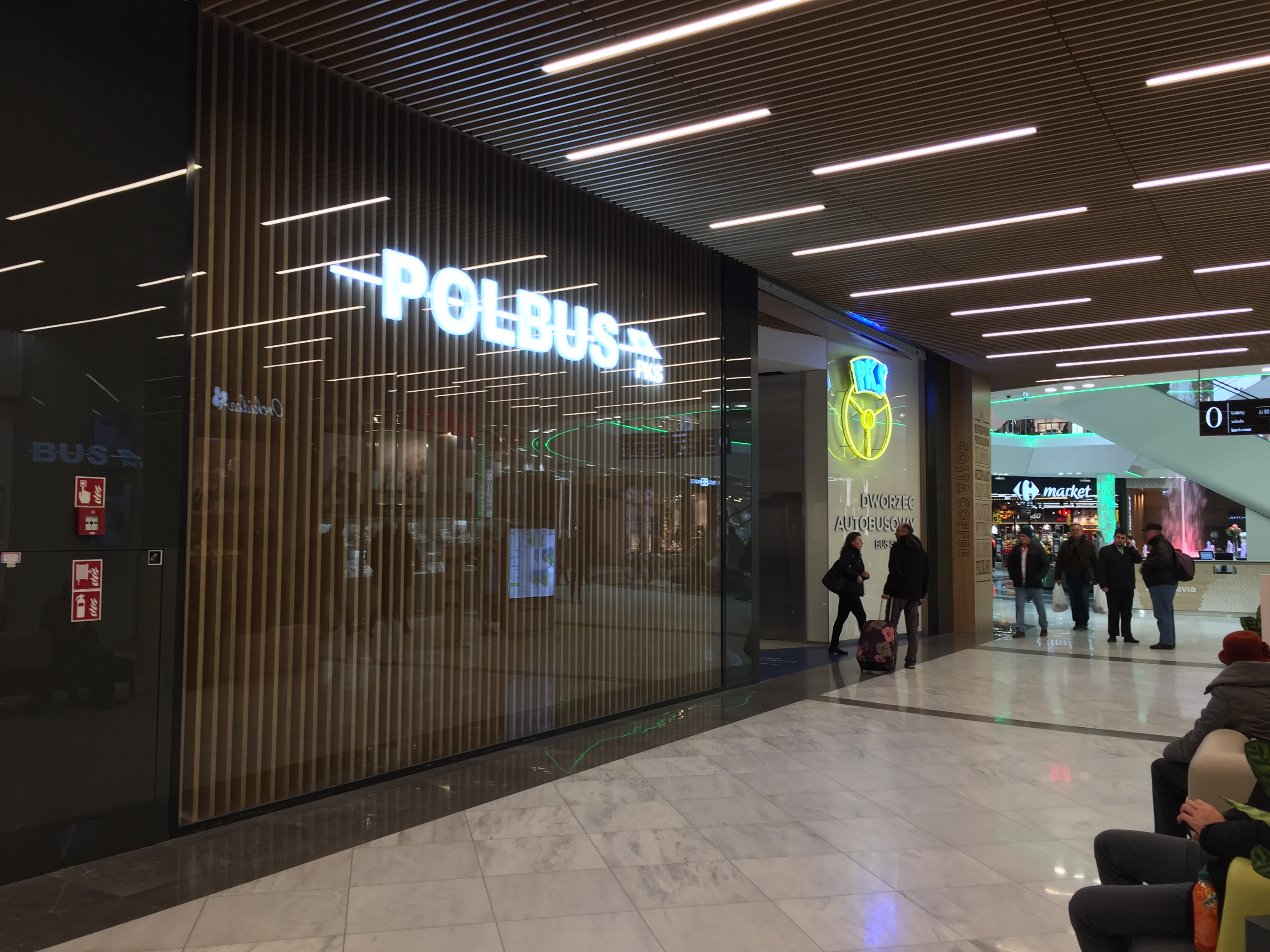
Wroclavia – widok na wejście do dworca autobusowego
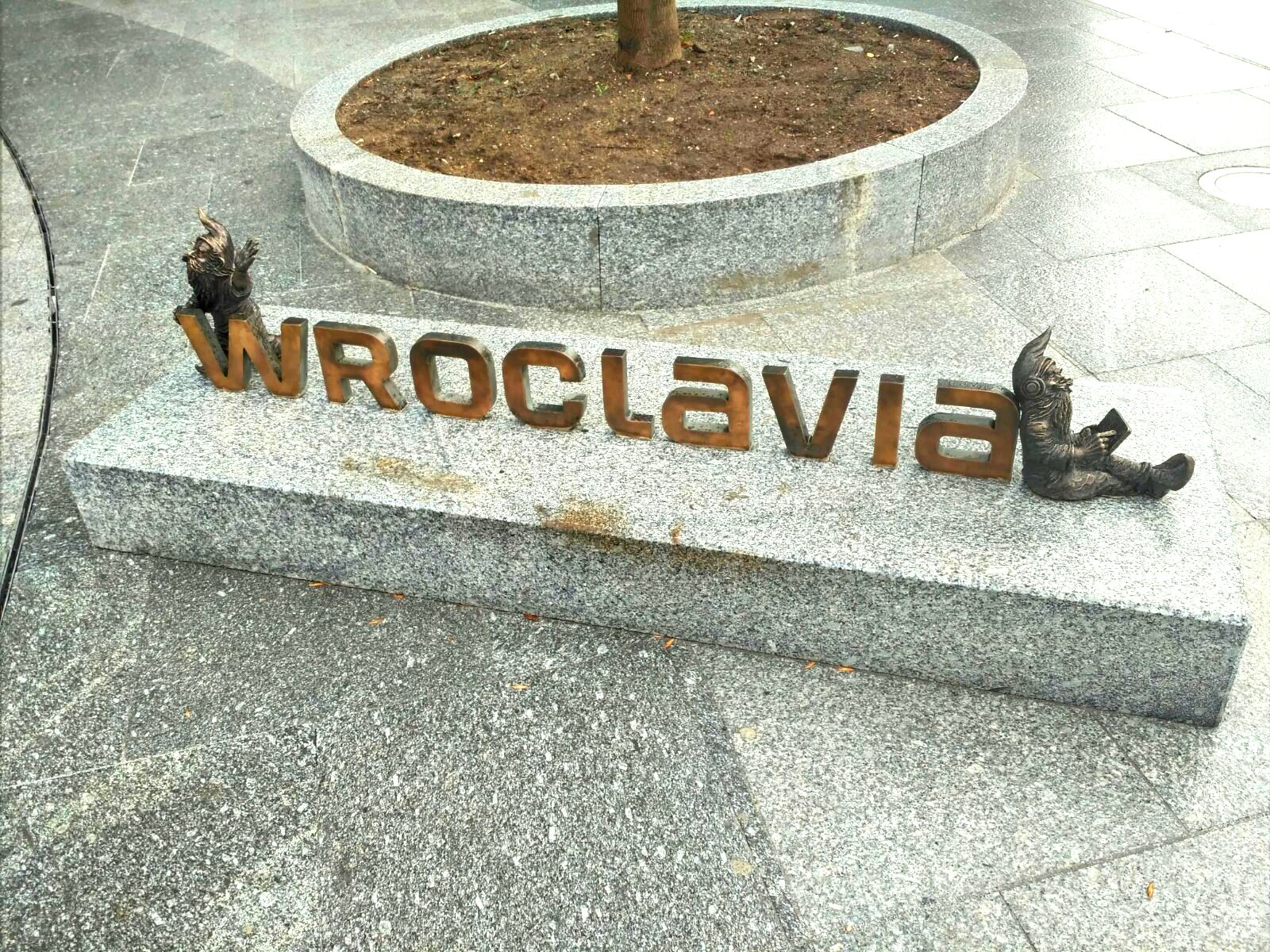
Wroclavia – krasnale